# マル金ギャハハ倶楽部
『㊎ギャハハ倶楽部』（まるきんギャハハくらぶ）とは、1987年4月3日から1989年12月22日まで仙台放送で放送された金曜夜の情報バラエティ番組。

## 出演者

### 司会
- 高田文夫
- 三遊亭小遊三

### レギュラー
- 田中義剛（「さすらいのロッカー」のコーナーを担当）
- 神田陽子（「陽子のメイドの宮城」コーナーを担当）
- ほか

## 放送時間
- 金曜 19:00 - 19:30 （JST、1987年4月3日 - 1989年12月22日）

| スタブアイコン | サブスタブ | この項目は、まだ閲覧者の調べものの参照としては役立たない、テレビ番組に関連した書きかけの項目です。この項目を加筆・訂正などしてくださる協力者を求めています（P:テレビ/PJ:放送または配信の番組）。 |